# دانیل کالپارسورو
دانیل کالپارسورو لوپس-تاپیا (اسپانیایی: Daniel Calparsoro López-Tapia‎؛ زادهٔ ۱۱ مهٔ ۱۹۶۸) کارگردان فیلم اهل اسپانیا است.

## گزیدهٔ فیلم‌شناسی
- نامه (۲۰۲۴)
- حمله به بانک مرکزی (۲۰۲۴)
- تا بلندای آسمان (۲۰۲۰)
- کشتار توأمان: خاموشی شهر سپید (۲۰۱۹)
- اخطار (۲۰۱۸)
- دزدی از دزد (۲۰۱۶)
- آسفالت (۲۰۰۰)
- بسته از هر سو (۱۹۹۷)
- جهش به پوچی (۱۹۹۵)